# Artur Koenig (Politiker)

Arthur König

Artur Koenig (auch Arthur König; * 18. April 1884 in Breslau; † 1945 (?) in Strausberg) war ein deutscher Politiker (KPD). Er war Reichstagsabgeordneter, Mitglied der Zentrale und Hauptkassierer der KPD.

## Leben
König absolvierte die Volksschule. Er arbeitete in Maschinen- und Papierfabriken, später auch als Hausdiener und Zeitungsbote. Nachdem er sich durch Selbststudium ein umfangreiches Wissen angeeignet hatte, war er schließlich als Buchhändler tätig.
Ab 1904 war König gewerkschaftlich organisiert und trat im selben Jahr der SPD bei. Ab 1912 war er in Dortmund in einer SPD-Buchhandlung angestellt. Im Ersten Weltkrieg war er von 1916 bis 1918 Soldat an der Westfront. Im September 1918 desertierte König und schloss sich der Spartakusgruppe an. König nahm als Vertreter Dortmunds am Gründungsparteitag der KPD (31. Dezember 1918 – 1. Januar 1919) in Berlin teil. 1920 wurde er Vorsitzender der Partei in Essen und ihr hauptamtlicher Sekretär. Während des Ruhrkampfes 1920 spielte er eine wichtige Rolle in der Roten Ruhrarmee. 
Auf dem VI. Parteitag der KPD (4.–7. Dezember 1920 in Berlin), dem Vereinigungsparteitag von KPD und linker USPD, und auf dem VII. Parteitag im August 1921 in Jena wurde er in den Zentralausschuss der Partei gewählt. Ab 1922 leitete er als Sekretär den KPD-Unterbezirk Dortmund, 1923 wurde er Orgleiter des Oberbezirks West und am 17. Mai 1923 als Vertreter der Linken auch in die Zentrale der KPD kooptiert. Nach dem Scheitern des „Deutschen Oktober“ 1923 nahm König im Januar 1924 als Vertreter der Parteilinken in Moskau an Diskussionen mit der Komintern-Führung teil. Auf dem V. Kongress der Komintern (17. Juni–8. Juli 1924) wurde König in die Internationale Kontrollkommission gewählt. Auf dem Bezirksparteitag der KPD im Ruhrgebiet im März 1924 hielt er für die Linken das Hauptreferat. Auf dem IX. Parteitag in Frankfurt am Main (7.–10. April 1924) wurde er in die Zentrale und zum Hauptkassierer der KPD gewählt. Sowohl im Mai als auch im Dezember 1924 wurde König im Wahlkreis Düsseldorf für die KPD in den Reichstag gewählt. 
Die Gelder der KPD legte König in verschiedenen Unternehmen an, um für die Partei möglichst hohe Gewinne zu erzielen. Zu dieser Zeit behob König aber auch die Geldschwierigkeiten in der Anfangsphase der Zeitschrift Sichel und Hammer, aus der 1925 die Arbeiter Illustrierte Zeitung (AIZ) hervorging. 1925 stellte er sich heraus, dass er einen Verlust von über 100 000 Reichsmark erwirtschaftet hatte. Noch im selben Jahr wurde König als Kassierer 1925 abgesetzt und eine Untersuchung gegen ihn eingeleitet. Es gingen zeitweise Gerüchte über Gelage und Unterschlagungen in der Partei um. Da er sich jedoch nicht persönlich bereichert hatte, wurde er zwar nicht aus der Partei ausgeschlossen, musste aber im November 1925 sein Reichstagsmandat niederlegen, für ihn rückte Agnes Plum nach. Anschließend bekleidete König keine wichtigen Ämter mehr für die KPD, er blieb bis Anfang der dreißiger Jahre im Inseratengeschäft für die KPD tätig. Den Skandal um seine Kassenführung versuchte die Komintern in innerparteilichen Streitigkeiten auch gegen die linke Führung um Werner Scholem und Ruth Fischer auszunutzen.
Nach 1933 soll er sich am Widerstand gegen den Nationalsozialismus beteiligt und einer Gruppe in der Lausitz angehört haben. Laut Robert Neddermeyer soll König 1945 von der SS in Strausberg bei Berlin erschossen worden sein.